# Товарищ Сталин, вы большой учёный
«Това́рищ Ста́лин, вы большо́й учёный…» (варианты названия: «Пе́сня о Ста́лине», «Письмо́ това́рищу Ста́лину») — песня, написанная Юзом Алешковским в 1959 году. В 1975 г. вышла на диске Дины Верни «Блатные песни». Текст песни впервые опубликован в 1977 г. в поэтическом сборнике парижского издательства «YMCA-Press» «Песни русских бардов» (серия 3), в котором авторство было ошибочно приписано Владимиру Высоцкому, лишь исполнявшему её. В СССР текст произведения был впервые напечатан в журнале «Новый мир» (1988, № 12).

## История песни
Товарищ Сталин, вы большой учёный —

В языкознаньи знаете вы толк;

А я простой советский заключённый,

И мне товарищ — серый брянский волк.

За что сижу, поистине не знаю, —

Но прокуроры, видимо, правы.

Сижу я нынче в Туруханском крае,

Где при царе бывали в ссылке вы.
Песня, созданная в годы «оттепели», быстро обрела подпольную популярность. Как свидетельствует литературовед Алла Латынина, «Товарищ Сталин» был «хитом» в студенческой среде начала 1960-х годов: песню исполняли в походах, пели с гитарой у костра. При этом вопрос авторства долго оставался открытым. Так, по признанию Валерия Залотухи, для него новость о том, что песню написал Алешковский, стала откровением; до знакомства с поэтом драматург пребывал в уверенности, что её текст и музыка — народные. Поэт и публицист Юрий Кублановский рассказывал, как во время поездки по Сибири он наткнулся на мемуары узника ГУЛага Александра Сновского; автор книги сомневался, что Алешковский, исключённый из средней школы и не имевший отношения к политике, мог написать стихи о Сталине. Путаница усугублялась ещё и тем, что «Товарища Сталина» — одну из немногих не своих песен — включал в свой репертуар Владимир Высоцкий.
Алешковский, отбывавший срок по уголовной статье, действительно никогда не был политзаключённым. В конце 1940-х годов во время службы во флоте он вместе с матросами угнал казённую машину; затем были «полундра, выяснение отношений с патрулём, выступление в зале вокзального ресторана» и приговор суда — четыре года пребывания в местах лишения свободы. Опыт, обретённый там, воплотился в песнях; в «лагерный цикл» Алешковского, помимо «Товарища Сталина», вошли «Окурочек», «Личное свидание» и другие. Позже автор признавался, что успех песни, напетой «для себя в одиночестве», стал для него неожиданным:

Когда увидел реакцию слушателей, меня это удивило. Она действительно стала шлягером, что мне было лестно, поскольку, значит, я уловил общелюдское настроение советских граждан и как-то выразил то, что чувствовали они.

## Основная тема
Все социально-культурологические ассоциации связаны с историей России, с событиями, которые оказались для неё необходимыми, но которые предстают в его стихотворении утрированными, гиперболизированными, что также порождает комический эффект. Большую роль при этом играет лексика, клишированные устойчивые фразы, передающие знаковые для страны события.
В тексте «Товарища Сталина» элементы народной (в основном сибирской) песни сочетаются с пародией на парадную советскую поэзию; при этом почти каждая строфа перекликается с известными эпизодами из российской и советской истории. Так, обращение к вождю со словами «в языкознаньи знаете вы толк» — это прямая отсылка к работе Сталина «Марксизм и вопросы языкознания», опубликованной в 1950 году и широко обсуждавшейся общественностью. По словам литературного обозревателя Натальи Дардыкиной, «нынешняя публика не знает, какое жуткое смятение вызвала в интеллигенции книжечка Сталина о языкознании, уничтожившая наследие академика Марра».
Строка про «серого брянского волка» представляет собой перелицовку русской поговорки про «тамбовского волка». Ещё одна поговорка зашифрована в словах про «рубку леса» и «сталинские щепки»; кроме того, эти строки содержат напоминание об известном выражении, которое будто бы было произнесено Сталиным для обоснования масштабов репрессий 1930-х годов. Саркастическая благодарность за таёжный костёр («Вы здесь из искры разводили пламя») несёт в себе напоминание о революционной газете и одновременно обыгрывает её эпиграф («Из искры возгорится пламя»).
Фраза про то, что «мы верили вам так, товарищ Сталин, как, может быть, не верили себе» представляет собой парафраз строчек из стихотворения Михаила Исаковского «Слово товарищу Сталину».

## Отзывы
Прозаик Андрей Битов увидел в «Песне о Сталине» «ту вершину», с которой началась творческая биография Алешковского; литературный дебют автора он уподобил мастерству сказителей. Самуил Лурье назвал песню «бессмертной»; Юрий Кублановский включил её в список «шедевров»; Наталья Дардыкина отметила, что «смех Юза поистине раблезианский».
Для литературоведа Владимира Новикова важной оказалась та внутренняя свобода, с которой написана песня Алешковского; особенно это чувствуется в сравнении с популярной в конце 1950-х годов «компромиссной либерально-прогрессистской поэзией».
По словам писателя Евгения Попова, «Песня о Сталине» давно стала «классикой жанра»:

«Этот человек, слышащий русский язык, как Моцарт» (фраза Иосифа Бродского), стал классиком, написав песню «Товарищ Сталин, вы — большой учёный», которую в СССР не знал только тот, кто вообще её не хотел знать… А ещё Бродский писал: «Перефразируя известное высказывание о гоголевской шинели, об Алешковском можно сказать, что он вышел из тюремного ватника».